# Grand Steeple-Chase de Paris
Pour les articles homonymes, voir Steeple chase.
Groupe I
Le Grand Steeple-Chase de Paris est une course hippique de steeple-chase se déroulant au mois de mai sur l'hippodrome d'Auteuil. Le gagnant de la course est considéré comme le meilleur cheval de steeple-chase en France.

## Description
Le Grand Steeple-Chase de Paris est une course de Groupe I réservée aux chevaux de 5 ans et plus. 
Créée le 25 mai 1874 sous le nom de « Grand National », elle se voulait le pendant français du Grand National de Liverpool. Elle prit son nom actuel à la demande du Conseil municipal de la Ville de Paris qui participait à hauteur de 10 000 francs à l'allocation. La course est aujourd'hui considérée comme l'épreuve-phare de la saison de steeple-chase en France et l'une des courses de steeple les plus célèbres du monde, avec celle du Grand National et le Nakayama Grand Jump au Japon, la plus richement dotée. Depuis sa création, la course n'a pas été courue cinq années : 1915 à 1918 et 1940.
À l'origine, l'épreuve se courait sur 6 400 mètres et comportait 22 obstacles pour une allocation de 38 700 francs. La distance de l'épreuve a été modifiée plusieurs fois dans les deux sens, allant même jusqu'à 6 900 mètres en 1924. La course se dispute actuellement sur 6 000 mètres et compte 23 obstacles, dont deux passages de la rivière des tribunes nécessitant un saut de plus de 8 mètres et le célèbre rail ditch and fence (surnommé « juge de paix ») en fin de parcours, haut de 1,60 mètre et large de 4,10 mètres.
L'allocation pour l'année 2025 (147e édition) est de 900 000 €, dont 405 000 € pour le vainqueur.

## Records
- Jockey (5 victoires) : Jean Daumas avec Xanthor (1959), Cousin Pons (1961), Hyeres III (1964, 1965, 1966)
- Entraîneur (9 victoires) : André Adèle
- Propriétaire (6 victoires) : Arthur Veil-Picard avec Saint Caradec (1909), Blagueur II (1911), Ultimatum (1913), Fleuret (1935) et Ingre (1937, 1939)
- Cheval (3 victoires) : Hyères III (1964, 1965, 1966), Katko (1988, 1989, 1990) et Mid Dancer (2007, 2011, 2012)
- On peut également noter la belle performance de Shannon Rock, qui termina 4 fois deuxième de l'épreuve (2012, 2013, 2014, 2015)

## Courses préparatoires à l'évènement
De nombreuses courses ont lieu afin de préparer le grand-steeple. Elles se déroulent sur la distance de 4 400 mètres, soit deux tours (piste intérieure et extérieure des steeples), et sont généralement des tremplins en vue du grand rendez-vous du dernier dimanche de mai :
- Prix Robert de Clermont-Tonnerre
- Prix Troytown
- Prix Murat
- Prix Ingré

## Palmarès
| Année | Vainqueur         | S/A  | Pays   | Père             | Jockey             | Entraîneur                               | Propriétaire          | Deuxième         | Troisième         |
| ----- | ----------------- | ---- | ------ | ---------------- | ------------------ | ---------------------------------------- | --------------------- | ---------------- | ----------------- |
| 2025  | Diamond Carl      | H.6  | France | Diamond Boy      | Clément Lefèbvre   | François Nicolle                         | Écurie Papot          | Kolokiko         | Grandeur Nature   |
| 2024  | Gran Diose        | H.8  | France | Planteur         | Clément Lefèbvre   | Louisa Carberry                          | F&o Hinderze Racing   | Grandeur Nature  | Général en Chef   |
| 2023  | Rosario Baron     | H.6  | France | Zambezi Sun      | Johnny Charron     | Daniela Mele                             | F.De Sousa            | Gex              | Starlet du Mesnil |
| 2022  | Sel Jem           | H.5  | France | Masked Marvel    | Johnny Charron     | Guillaume Macaire et Hector de Lageneste | Écurie Papot          | Gex              | Franco de Port    |
| 2021  | Docteur de Ballon | H.9  | France | Doctor Dino      | Bertrand Lestrade  | Louisa Carberry                          | Monique Gasche-Luc    | Carriacou        | Galleo Conti      |
| 2020  | Docteur de Ballon | H.8  | France | Doctor Dino      | Bertrand Lestrade  | Louisa Carberry                          | Monique Gasche-Luc    | Figuero          | Feu Follet        |
| 2019  | Carriacou         | H.7  | France | Califet          | Davy Russell       | Isabelle Pacault                         | Ecurie Mirande        | Bipolaire        | Roi Mage          |
| 2018  | On The Go         | H.5  | France | Kamsin           | James Reveley      | Guillaume Macaire                        | Mme Patrick Papot     | Perfect Impulse  | Edward d'Argent   |
| 2017  | So French         | H.6  | France | Poliglote        | James Reveley      | Guillaume Macaire                        | Magalen Bryant        | Perfect Impulse  | Carriacou         |
| 2016  | So French         | H.5  | France | Poliglote        | James Reveley      | Guillaume Macaire                        | Magalen Bryant        | Storm of Saintly | Alary             |
| 2015  | Milord Thomas     | H.6  | France | Kapgarde         | Jacques Ricou      | Dominique Bressou                        | Magalen Bryant        | Shannon Rock     | Saint Pistol      |
| 2014  | Storm of Saintly  | H.5  | France | Saint des Saints | Vincent Cheminaud  | Guillaume Macaire                        | J. Andt               | Shannon Rock     | Rhialco           |
| 2013  | Bel la vie        | H.7  | France | Lavirco          | Bertrand Lestrade  | Guillaume Macaire                        | Mme Patrick Papot     | Shannon Rock     | Mid Dancer        |
| 2012  | Mid Dancer        | H.11 | France | Midyan           | Sylvain Dehez      | Christophe Aubert                        | Pegasus Farms Ldt     | Shannon Rock     | Cokydal           |
| 2011  | Mid Dancer        | H.10 | France | Midyan           | Sylvain Dehez      | Christophe Aubert                        | Pegasus Farms Ldt     | Rubi Ball        | Polar Rochelais   |
| 2010  | Polar Rochelais   | H.7  | France | Le Balafré       | Jérôme Zuliani     | Patrice Quinton                          | Ecurie des Dunes      | Doumaja          | Odeillo du Mathan |
| 2009  | Remember Rose     | H.6  | France | Insatiable       | Christophe Pieux   | Jean-Paul Gallorini                      | Ernst Iten            | Mid Dancer       | Peldero           |
| 2008  | Princesse d'Anjou | F.7  | France | Nononito         | Philip Carberry    | François Marie Cottin                    | Jean-Paul Sénéchal    | Padisha Soy      | Mid Dancer        |
| 2007  | Mid Dancer        | H.6  | France | Midyan           | Cyrille Gombeau    | Arnaud Chaillé-Chaillé                   | Sean Mullryan         | Lord Carmont     | Golden Flight     |
| 2006  | Princesse d'Anjou | F.5  | France | Nononito         | Philip Carbery     | François Marie Cottin                    | Jean-Paul Sénéchal    | Rigoureux        | Kotkijet          |
| 2005  | Sleeping Jack     | H.6  | France | Sleeping Car     | Christophe Pieux   | Jacques Ortet                            | Raoul Temam           | Ma Royale        | Lord Carmont      |
| 2004  | Kotkijet          | H.9  | France | Cadoudal         | Thierry Majorcryk  | Jean-Paul Gallorini                      | Ecurie Wildenstein    | Kamillo          | Majadal           |
| 2003  | Line Marine       | F.6  | France | Agent Bleu       | Christophe Pieux   | Christophe Aubert                        | Mme G. Vuillard       | Batman Senora    | Urga              |
| 2002  | El Paso III       | H.10 | France | Vidéo Rock       | Laurent Métais     | Bernard Secly                            | Robert Fougedoire     | Batman Senora    | Urga              |
| 2001  | Kotkijet          | H.6  | France | Cadoudal         | Thierry Majorcryk  | Jean-Paul Gallorini                      | Ecurie Wildenstein    | Ilare            | El Paso III       |
| 2000  | Vieux Beaufai     | H.7  | France | Le Nain Jaune    | Pierre Bigot       | Frédéric Danloux                         | Ecurie Siklos         | First Gold       | Indien Bleu       |
| 1999  | Mandarino         | H.6  | France | Trempolino       | Philippe Chevalier | Marcel Rolland                           | Mme D. Ricard         | Al Capone II     | Chant Royal       |
| 1998  | First Gold        | H.5  | France | Shafoun          | Thierry Doumen     | François Doumen                          | Marquise de Moratalla | Saint-Quenin     | Chamberko         |
| 1997  | Al Capone II      | H.9  | France | Italic           | Jean-Yves Beaurain | Bernard Sécly                            | Robert Fougedoire     | Cand'Or          | Gracky            |
| 1996  | Arenice           | H.8  | France | Brezzo           | Philippe Sourzac   | Guillaume Macaire                        | Mme F. Montauban      | Al Capone II     | Bannkipour        |
| 1995  | Ubu III           | H.9  | France | Maiymad          | Philippe Chevalier | François Doumen                          | Marquise de Moratalla | Val d'Alène      | Bannkipour        |
| 1994  | Ucello II         | H.8  | France | Quart de Vin     | Christophe Aubert  | François Doumen                          | Marquise de Moratalla | Venus de Mirande | Arenice           |
| 1993  | Ucello II         | H.7  | France | Quart de Vin     | Christophe Aubert  | François Doumen                          | Marquise de Moratalla | Al Capone II     | Voretin           |
| 1992  | El Triunfo        | H.6  | France | Ile de Bourbon   | Dominique Vincent  | François Rohaut                          | Mme F. Montauban      | Ucello II        | Ubu III           |
| 1991  | The Fellow        | H.6  | France | Italic           | Dominique Vincent  | François Doumen                          | Marquise de Moratalla | Sabre d'Estruval | Oteuil            |
| 1990  | Katko             | H.7  | France | Carmarthen       | Jean-Yves Beaurain | Bernard Sécly                            | Comte de Montesson    | Sabre d'Estruval | The Fellow        |
| 1989  | Katko             | H.6  | France | Carmarthen       | Jean-Yves Beaurain | Bernard Sécly                            | Comte de Montesson    | Oteuil           | Ouragan Collonges |
| 1988  | Katko             | H.5  | France | Carmarthen       | Dominique Vincent  | Bernard Sécly                            | Comte de Montesson    | Nupsala          | Cyborg            |
| 1987  | Oteuil SF         | H.7  | France | Djarvis          | Bruno Jollivet     | René Cherruau                            | Mme. R. Soulais       | Otage du Perche  | Mister Sy         |

## Liens
- Site officiel du Grand Steeple-Chase de Paris